# Uranovi prirodni sateliti
Uranovi prirodni sateliti su prirodni sateliti Urana i dosada ih je otkriveno 27. Međutim, vjeruje se da ih postoji još budući da samo jedan od Uranovih prstenova, a to je prsten Epsilon, ima satelite pastire koji drže prsten na okupu, a trebali bi ih imati i ostali prstenovi. Također se vjeruje da postoji još satelita na rubu Uranovog sustava, a riječ je o vjerojatno zarobljenim asteroidima iz Kuiperovog pojasa.
Općenito gledajući, Uranovi prirodni sateliti mogu se podijeliti u tri skupine:
- Mali unutarnji pravilni sateliti, 13 satelita
- Veliki unutarnji pravilni sateliti, 5 satelita
- Vanjski nepravilni sateliti, 9 satelita

Veliki unutarnji pravilni sateliti su prvi otkriveni, i to u razdoblju od 1787. do 1948. Mali unutarnji pravilni sateliti su otkriveni preletom letjelice Voyager 2 1986., osim njih nekoliko koji su otkriveni 2003. Vanjski nepravilni sateliti su svi otkriveni u razdoblju od 1997. do 2003.

## Mali unutarnji pravilni sateliti
Unutar putanje Uranovog mjeseca Mirande nalaze se Uranovi mali unutarnji pravilni sateliti. Riječ je o 13 malih pravilnih satelita koji spadaju u Uranove najbliže poznate satelite. 
Podataka o ovih 13 malih satelita ima vrlo malo. Redom od Urana prema vani nalaze se Kordelija (na udaljenosti od 49 752 km od središta Urana), Ofelija (53 764 km), Bjanka (59 165 km), Kresida (61 767 km), Dezdemona (62 659 km), Porcija (66 097 km), Rozalinda (69 937 km), Kupid (oko 74 800 km), Perdita (oko 75 000 km), Belinda (75 255 km), Pak (86 006 km) i Mab (oko 97 700 km).
Kordelija se nalazi s unutarnje strane prstena Epsilon (Uranovog najvećeg prstena), dok se Ofelija nalazi s prstenove vanjske strane. Ova dva satelita su pastirski sateliti prstena, što znači da sprečavaju rasipanje materijala izvan njegovih granica.
Svih 13 satelita su gromade nepravilnog oblika, a promjeri im se kreću od oko 10 km (Mab) do 162 km (Pak).

## Veliki unutarnji pravilni sateliti
Uranovi veliki unutarnji pravilni sateliti su najveći i najznačajniji Uranovi prirodni sateliti. Ujedno su i prvi koji su otkriveni oko Urana.
Uranovi sateliti koji spadaju u ovu skupinu su:  Miranda, Ariel, Umbriel, Titanija, i Oberon.

### Miranda
Miranda kruži oko Urana na udaljenosti oko 129 850 km. Približno je kružnog oblika, dimenzija 480 × 468 × 466 km. pa je njen prosječni promjer 472 km. Masa ovog satelita iznosi 6.59 × 1019 kg. Na Mirandi je izmjerena maksimalna temperatura od 86 K (-187 °C).
Otkrio ju je Gerard Kuiper 1948. godine. 
Miranda je građena od stijenja i vodenog leda. Iako najmanji od Uranovih pet velikih satelita, Miranda ima najzanimljiviji reljef. Njena površina je, kao nigdje u Sunčevom sustavu, složena mješavina različitih tipova terena. Jedni do drugih nalaze se doline, litice, pukotine, krateri, terase i kanjoni.
Najupečatljiviji detalj na njenoj površini je svijetli "V-oblik" poznat pod imenom Chevron. Uz Chevron, lako se uočavaju i korone (lat. coronae), sustavi koncentričnih planina i pukotina. Neki kanjoni su duboki i po 10 km, a snimljena je i strma litica Verona Rupes visine 20 km.

### Ariel
Ariel kruži oko Urana na udaljenosti oko 190 930 km. Približno je kružnog oblika, s prosječnim polumjerom 579 km i masom 1,35 × 1021 kg. Ariel je vrlo sličan Titaniji, iako je manji. Najsjajniji je satelit Urana.
Otkrio ga je William Lassell, 1851. godine. 
Ariel je od velikih unutarnjih pravilnih satelita drugi najbliži. 
Trenutno Ariel nije uključen u bilo kakvu orbitalnu rezonanciju s drugim uranskim satelitima. Međutim, u prošlosti je možda bila u rezonanciji 5:3 s Mirandom, koja je mogla biti djelomično odgovorna za zagrijavanje tog mjeseca (iako je najveće zagrijavanje koje se može pripisati bivšoj 1:3 rezonanciji Umbriela s Mirandom vjerojatno oko tri puta veće). Ariel je možda nekoć bio zaključan u rezonanciji 4:1 s Titanijom, iz koje je kasnije pobjegao. Ova rezonanca, koja se vjerojatno dogdila prije otprilike 3,8 milijardi godina, povećala bi Arielovu orbitalnu ekscentričnost, što bi rezultiralo plimnim trenjem zbog vremenski promjenjivih plimnih sila iz Urana. To bi uzrokovalo zagrijavanje Arielove unutrašnjosti za čak 20 K. 

### Umbriel
Umbriel kruži oko Urana na udaljenosti oko 265 980 km. Polumjer Umbriela iznosi 584.7 km, a masa 1.27 × 1021 kg. Umbriel je vrlo sličan Oberonu, iako je manji.
Otkrio ga je William Lassell, 1851. godine. 
Umbriel je građen od stijenja i vodenog leda.
Umbrielova površina je jednolična, prepuna udarnih kratera od kojih se ističe jedan sa svijetlim dnom. Krateri su mnogo veći nego kod Ariela i Titanije. Umbrielova se površina vjerojatno nije mijenjala od svog formiranja.
Umbriel ima vrlo tamnu površinu - reflektira dvostruko manje svjetlosti od najsvjetlijeg Uranovog satelita Ariela. Tamna boja površine vjerojatno potječe od prašine koja se nalazi u prostoru Umbrielove orbite.

### Titanija
Titanija kruži oko Urana na udaljenosti oko 436 270 km. Polumjer joj iznosi 788.9 km, a masa 3.49 × 1021 kg. Titania je vrlo slična Arielu, iako je veća.
Otkrio ju je William Herschel, 1787. godine. 
Titanija posjeduje vrlo rijetku atmosferu, točnije egzosferu ugljik dioksida, čiji izvor nije poznat.
Titanija je građena od stijenja i vodenog leda.
Površina Titanije je puna kratera i kanjona, a vidljivo je i nekoliko velikih bazena (vrlo velikih kratera). Kao i kod Ariela, stotinama kilometara dugačke doline se međusobno sijeku. Neki krateri izgledaju dopola "potopljeni".
Površina Titanije je relativno mlada, što upućuje na postojanje procesa koji mijenja površinu. Smatra se da je Titania nekad imala vruću unutrašnjost, koja se do našeg vremena ohladila. Doline su mogle nastati zbog stezanja zbog hlađenja, te zbog uzdizanja leda.

### Oberon
Oberon kruži oko Urana na udaljenosti oko 583 420 km, čime je najdalji satelit ove skupine. Polumjer Oberona iznosi 761.4 km, a masa 3.03 × 1021 kg. Oberon je vrlo sličan Umbrielu, iako je veći.
Otkrio ga je William Herschel, 1787. godine. 
Oberon je građen od stijenja i vodenog leda.
Oberonova površina je prepuna udarnih kratera, mnogo većih od onih na Arielu i Titaniji. Neki pokazuju i zrake izbačenog materijala slične onima na Jupiterovu satelitu Kalistu. Mnogi krateri imaju dna prekrivena tamnijim materijalom.
Velike pukotine na južnoj Oberonovoj polutci ukazuju na geološku aktivnost u ranoj povijesti ovog satelita. Oberonova površina se nije mnogo mijenjala od svog formiranja.

## Vanjski nepravilni sateliti
Izvan putanje Uranovog satelita Oberona otkriveno je u periodu od 1997. do 2003. još 9 malih satelita u nepravilnim putanjama.
Podataka o ovih 9 satelita ima vrlo malo. Nalaze se vrlo daleko od Urana, pa je drugi najbliži Caliban više od 12 puta dalje od Urana nego najdalji veliki satelit Oberon.
Redom od Oberona prema vani nalaze se Francisco (na udaljenosti od 4 276 000 km od središta Urana), Caliban (7 230 000 km), Stephano (8 004 000 km), Trinculo (8 504 000 km), Sycorax (12 179 000 km), Margaret (14 345 000 km), Prospero (16 243 000 km), Setebos (17 501 000 km) i Ferdinand (21 000 000 km).
Svih 9 satelita su nepravilnog oblika. Procjenjene dimenzije satelita temelje se na pretpostavljenom albedu od 0.07. Prema tim procjenama, najveći prosječni promjer ima Sycorax (150 km), zatim slijede Caliban (72 km), Prospero (50 km), Setebos (47 km), Stephano (32 km), a najmanji, s promjerima od oko 20 km, su Francisco (22 km), Ferdinand (21 km), Margaret (20 km) te Trinculo (18 km).
Svi uranovi vanjski sateliti, osim Margaret, kreću se u retrogradnim putanjama s inklinacijama između 140° i 170°.
Za dva veća satelita, Calibana i Sycoraxa, je primjećeno da su dosta crveni, što upućuje na asteroidno porijeklo. Pretpostavlja se da su svih 9 satelita zapravo zarobljeni asteroidi iz Kuiperovog pojasa.

## Popis satelita
Oko Urana je dosada otkriveno 27 prirodnih satelita, koji su prikazani sa svojim osnovnim podacima u sljedećoj tablici:
| Ime       | Promjer (km) | Masa (kg)     | Srednji orbitalni radius (km) | Orbitalni period |
| --------- | ------------ | ------------- | ----------------------------- | ---------------- |
| Kordelija | 40           | 4.5 × 1016 ?  | 49,770                        | 0.335034 dana    |
| Ofelija   | 42           | 5.4 × 1016 ?  | 53,790                        | 0.376400 dana    |
| Bjanka    | 51           | 9.3 × 1016 ?  | 59,170                        | 0.434579 dana    |
| Kresida   | 80           | 3.43 × 1017 ? | 61,780                        | 0.463570 dana    |
| Dezdemona | 64           | 1.78 × 1017 ? | 62,680                        | 0.473650 dana    |
| Julija    | 93           | 5.57 × 1017 ? | 64,350                        | 0.493065 dana    |
| Porcija   | 135          | 1.68 × 1018 ? | 66,090                        | 0.513196 dana    |
| Rozalinda | 72           | 2.54 × 1017 ? | 69,940                        | 0.558460 dana    |
| Kupid     | 10           | Nepoznata     | 74,800                        | 0.618 dana       |
| Belinda   | 80           | 3.57 × 1017 ? | 75,260                        | 0.623527 dana    |
| Perdita   | 20           | Nepoznata     | 76,420                        | 0.638 dana       |
| Pak       | 162          | 2.89 × 1018 ? | 86,010                        | 0.761833 dana    |
| Mab       | 10           | Nepoznata     | 97,734                        | 0.923 dana       |
| Miranda   | 472          | 6.6 × 1019    | 129,390                       | 1.413479 dana    |
| Ariel     | 1158         | 1.35 × 1021   | 191,020                       | 2.520379 dana    |
| Umbriel   | 1170         | 1.17 × 1021   | 266,300                       | 4.144177 dana    |
| Titanija  | 1578         | 3.52 × 1021   | 435,910                       | 8.705872 dana    |
| Oberon    | 1523         | 3.01 × 1021   | 583,520                       | 13.463239 dana   |
| Francisco | 12           | Nepoznata     | 4,276,000                     | -266.6 dana**    |
| Caliban   | 98           | 7.3 × 1017 ?  | 7,231,000                     | -579.7 dana**    |
| Stephano  | 20           | 6 × 1015 ?    | 8,004,000                     | -677.4 dana**    |
| Trinculo  | 10           | Nepoznata     | 8,504,000                     | -759.0 dana**    |
| Sycorax   | 190          | 5.4 × 1018 ?  | 12,179,000                    | -1288.3 dana**   |
| Margaret  | 11           | Nepoznata     | 14,345,000                    | 1694.8 dana      |
| Prospero  | 30           | 2.1 × 1016 ?  | 16,256,000                    | -1977.3 dana**   |
| Setebos   | 30           | 2.1 × 1016 ?  | 17,418,000                    | -2234.8 dana**   |
| Ferdinand | 12           | Nepoznata     | 20,901,000                    | -2823.4 dana**   |

** Negativi orbitalni periodi označavaju prirodne satelite koje imaju retrogradne orbite ili orbite koje su suprotne od smjera vrtnje planeta.
Do danas je pronađeno ukupno 27 Uranovih prirodnih satelita. Za razliku od ostalih planeta čiji sateliti dobivaju imena po mitskim likovima, Uranovi dobivaju imena likova iz djela Williama Shakespearea i Alexandera Popea.
Voyager je otkrio da su svi Uranovi sateliti sastavljeni od silikata i vodenog leda.
Gustoća Uranovih satelita znatno je veća od gustoće Saturnovih satelita. Podaci s Voyagera 2 pokazali su da su dva veća unutarnja Uranova satelita, Ariel i Umbriel, rjeđi po sastavu od vanjskih satelita,Titanije i Oberona. Miranda pokazuje niz raznolikih geoloških oblika. Prekrivena je dolinama, strminama, pukotinama, kraterima, terasama. Ariel ima brojne rasjede i jarke, te mnogo kružnih udubina. Umbriel ima površinu s mnogo udarnih kratera, a ističe se jedan sa svijetlim prstenom. Titanija uz brojne kratere pokazuje složeni sistem kanjona. Oberon nosi nekoliko velikih udarnih kratera.

## Vanjske poveznice
- Astronomska sekcija Fizikalnog društva Split - Usporedba planetnih satelita  Arhivirana inačica izvorne stranice od 8. travnja 2005. (Wayback Machine)